# Manettia herthae
Manettia herthae är en måreväxtart som beskrevs av Kurt Krause. Manettia herthae ingår i släktet Manettia och familjen måreväxter. IUCN kategoriserar arten globalt som otillräckligt studerad.
Artens utbredningsområde är Ecuador. Inga underarter finns listade i Catalogue of Life.